# Costello Music
Costello Music – debiutancka płyta szkockiego zespołu indierockowego The Fratellis, wydana 11 września 2006 roku nakładem Fallout Records.

## Lista utworów
1. "Henrietta" – 3:32
2. "Flathead" – 3:17
3. "Country Boys & City Girls" – 3:31
4. "Whistle For The Choir" – 3:35
5. "Chelsea Dagger" – 3:35
6. "For The Girl" – 2:48
7. "Doginabag" – 3:20
8. "Creeping Up The Backstairs" – 3:07
9. "Vince The Loveable Stoner" – 3:14
10. "Everybody Knows You Cried Last Night" – 3:54
11. "Baby Fratelli" – 3:56
12. "Got Ma Nuts From A Hippy" – 3:11
13. "Ole Black'n'Blue Eyes" – 3:16

## Utwory, które nie znalazły się na płycie
1. "Stacie Anne" (The Fratellis EP)
2. "3 Skinny Girls" ("Henrietta" single)
3. "The Pimp" ("Chelsea Dagger" single)
4. "Nina" ("Whistle for the Choir" single)
5. "Lay Down Easy" ("Whistle for the Choir" single)
6. "Solid Gold Easy Action" (T. Rex cover) ("Baby Fratelli" single)
7. "Baby's Got a Brand New Second Hand Disguise" (Ole Black 'n' Blue Eyes EP)
8. "Johnny Come Last" (Ole Black 'n' Blue Eyes EP)
9. "Mon Yous, Mon Us, But No Them" (Ole Black 'n' Blue Eyes EP)

## Pozycje na listach

### Album
| Państwo          | Pozycja |
| ---------------- | ------- |
| UK Singles Chart | 2       |
| Billboard 200    | 48      |
| Szwajcaria       | 78      |
| Austria          | 50      |
| Francja          | 98      |
| Nowa Zelandia    | 39      |
| Holandia         | 13      |

### Single
| Rok  | Singel                    | Pozycje na listach | Pozycje na listach | Pozycje na listach | Pozycje na listach |
| Rok  | Singel                    | UK                 | USA                | Nowa Zelandia      | Holandia           |
| ---- | ------------------------- | ------------------ | ------------------ | ------------------ | ------------------ |
| 2006 | "Henrietta"               | 19                 |                    |                    |                    |
| 2006 | "Chelsea Dagger"          | 5                  |                    | 38                 | 4                  |
| 2006 | "Whistle for the Choir"   | 9                  |                    |                    |                    |
| 2007 | "Flathead"                | 67                 | 73                 |                    |                    |
| 2007 | "Baby Fratelli"           | 24                 |                    |                    |                    |
| 2007 | "Ole Black 'n' Blue Eyes" | 168                |                    |                    |                    |